# Шкелен
Шкелен (нім. Schkölen) — місто в Німеччині, розташоване в землі Тюрингія. Входить до складу району Заале-Гольцланд. Складова частина об'єднання громад Гайделанд-Ельстерталь-Шкелен.
Площа — 53,3 км2. Населення становить 2586 ос. (станом на 31 грудня 2021).

## Галерея

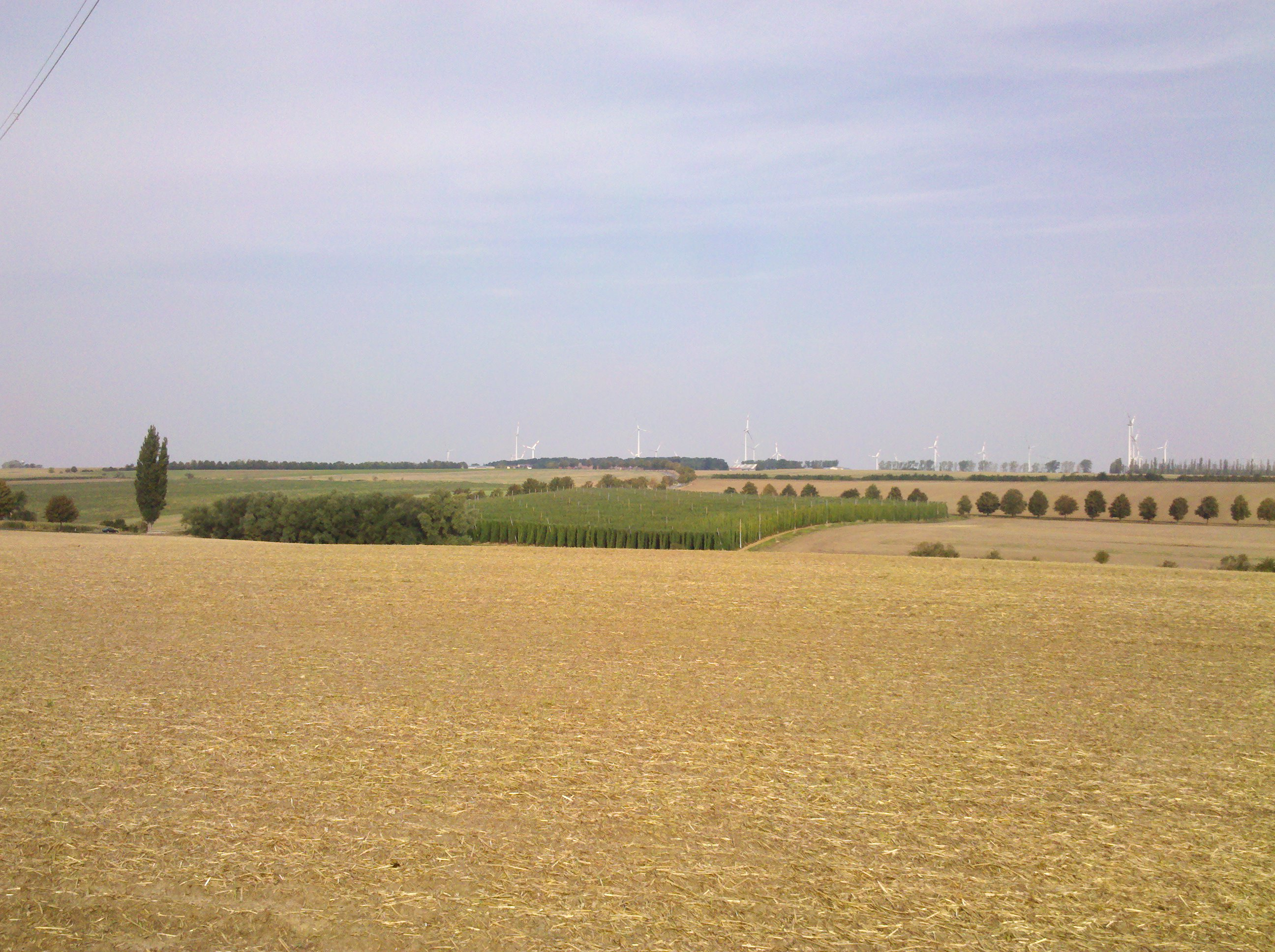
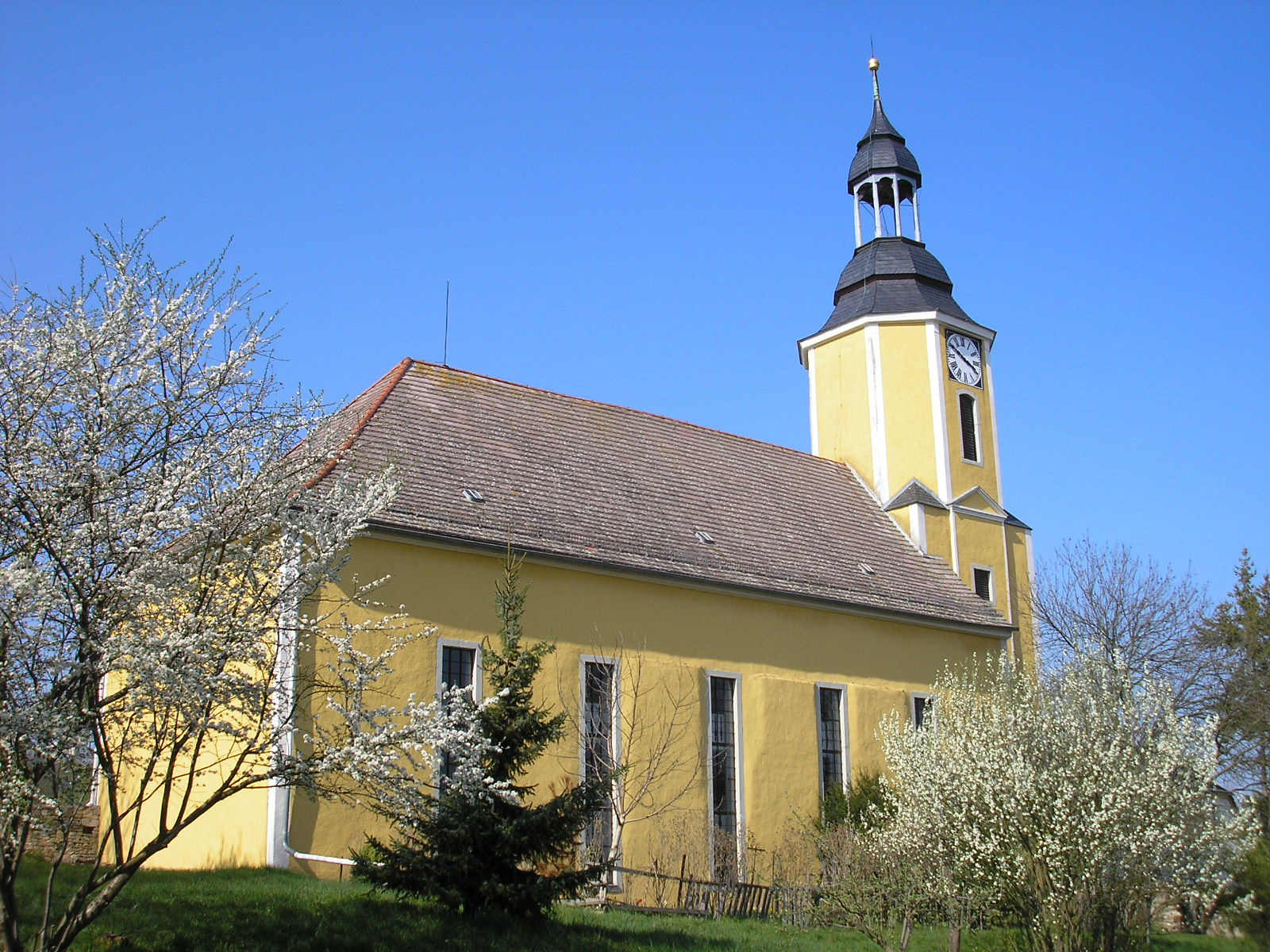
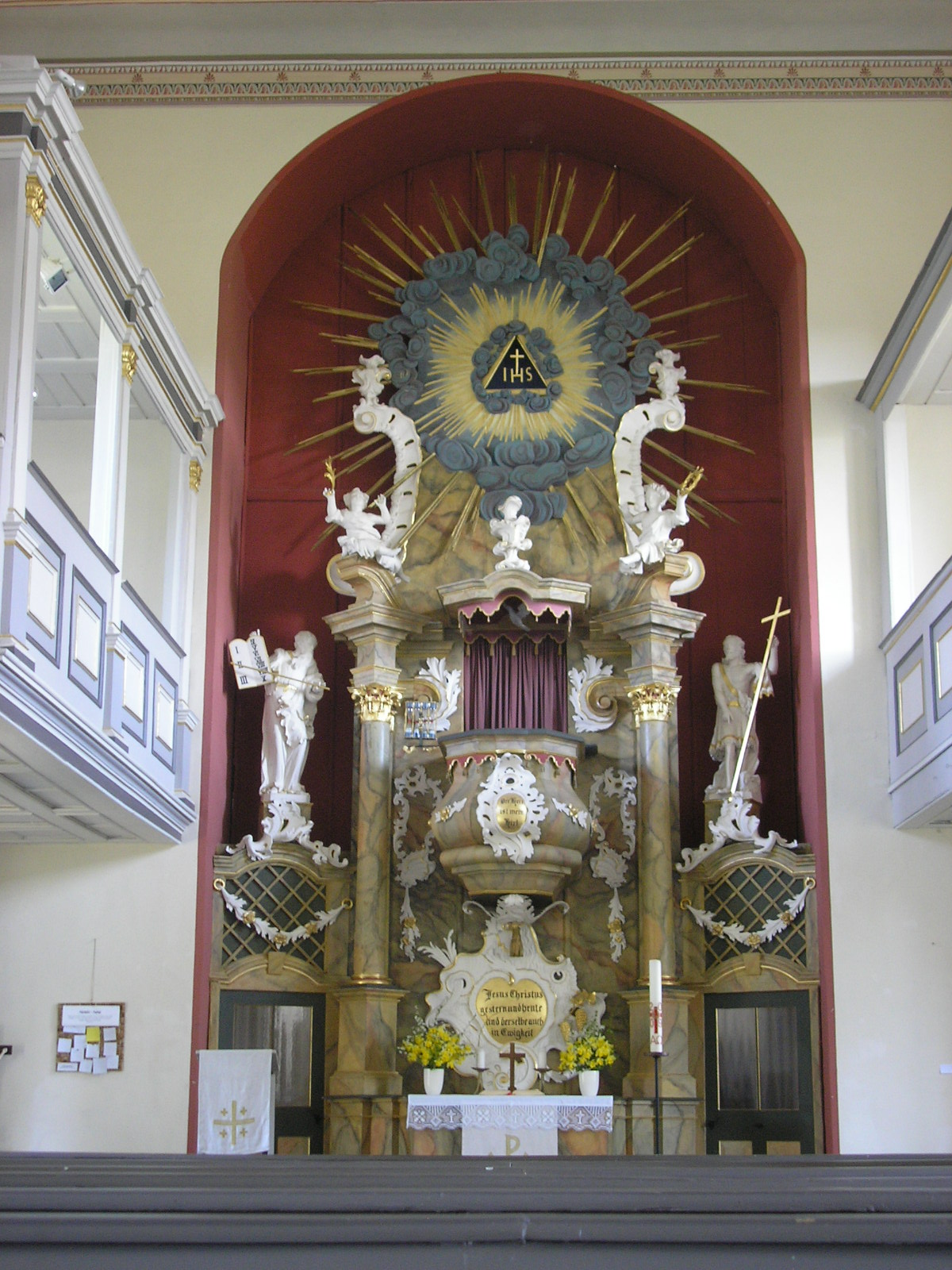
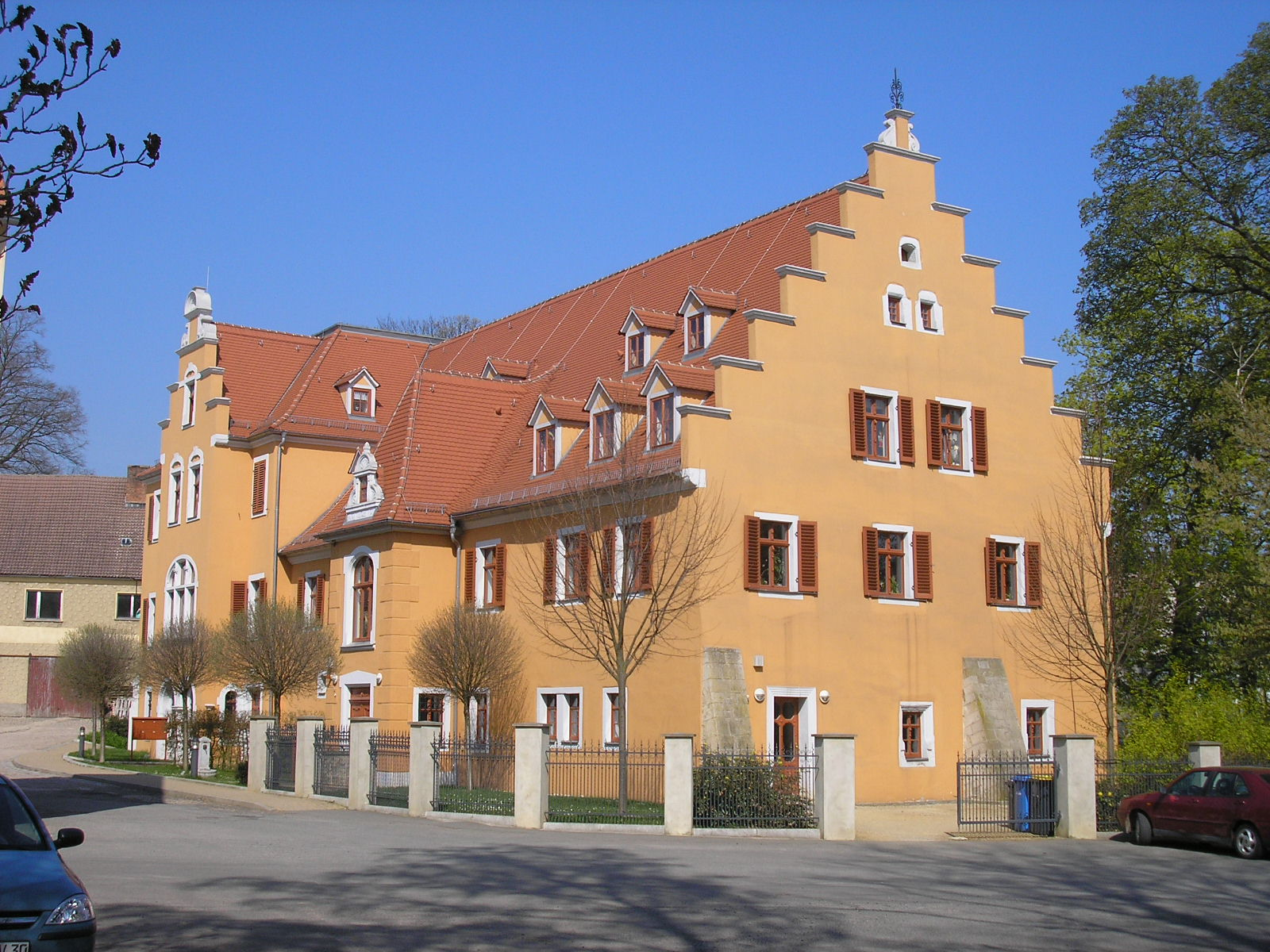
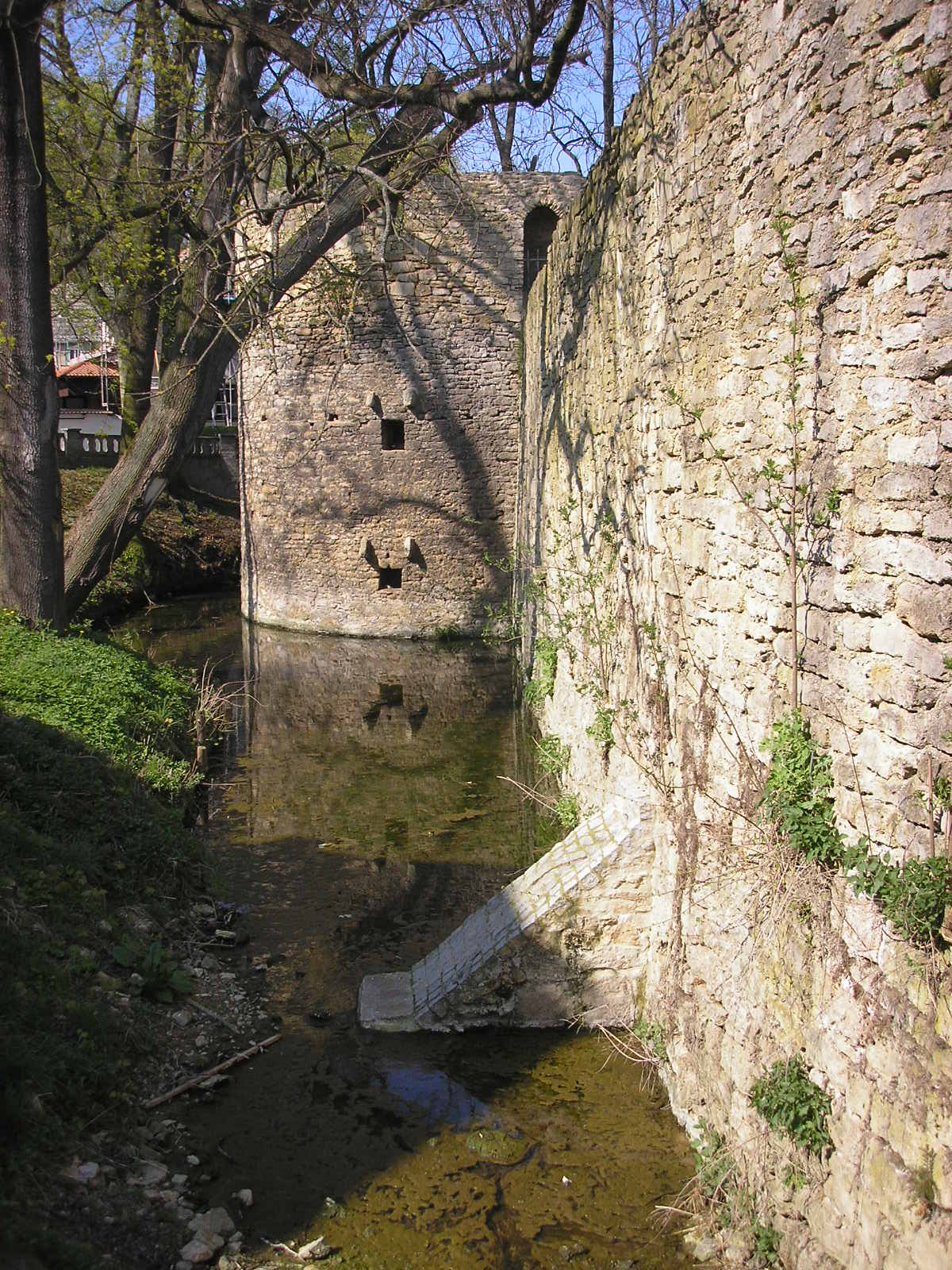
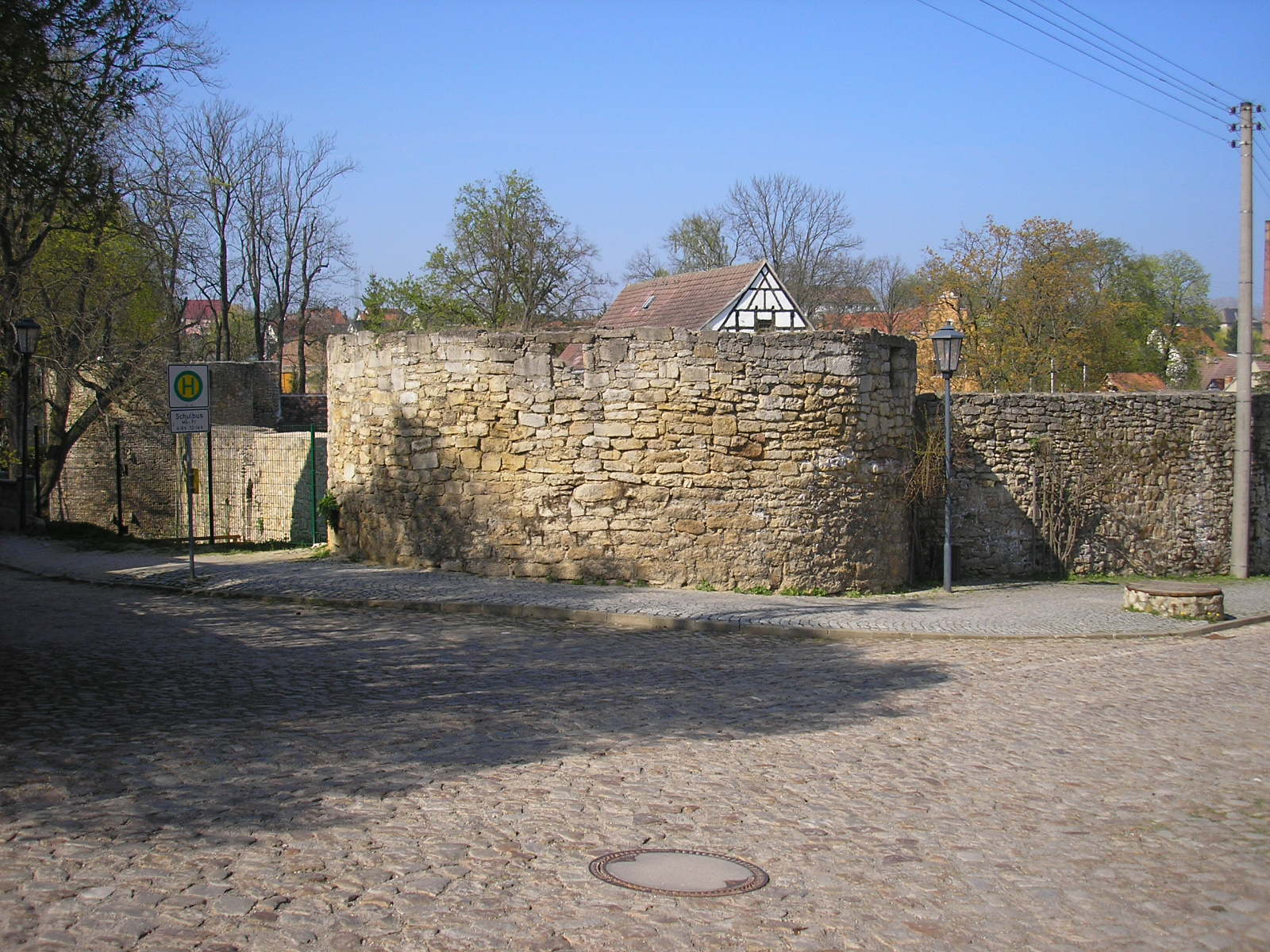